# The Ballad of Buster Scruggs
The Ballad of Buster Scruggs és una pel·lícula estatunidenca de western en format antologia escrita, dirigida i produïda pels germans Coen. Protagonitzada per Tim Blake Nelson, Liam Neeson, James Franco, Zoe Kazan, Tyne Daly, Harry Melling, i Tom Waits, es va estrenar el 2018 al Festival Internacional de Cinema de Venècia, on va guanyar el Premi Osella pel millor guió. El 16 de novembre del mateix any es va estrenar a Netflix després de projectar-se en uns pocs cinemes. Segons el National Board of Review, és un dels deu millors films del 2018.

## Argument
La pel·lícula està ambientada al Far West i explica sis històries independents entre si, amb temàtiques semblants. La col·lecció de narracions es presenta com un antic llibre titulat The Ballad of Buster Scruggs and Other Tales of the American Frontier (literalment, "La balada de Buster Scruggs i altres contes de la frontera americana"). Les històries s'anomenen The Ballad of Buster Scruggs, Near Algodones, Meal Ticket, All Gold Canyon, The Gal Who Got Rattled i The Mortal Remains.

## Repartiment
| The Ballad of Buster Scruggs - Tim Blake Nelson com a Buster Scruggs - Willie Watson com a noi - David Krumholtz com al francès del saloon - Clancy Brown com a Çurly Joe Near Algodones - James Franco com a cowboy - Stephen Root com a banquer - Ralph Ineson com a home de negre - Jesse Luken com a pastor | Meal Ticket - Liam Neeson com a firaire - Harry Melling com a artista All Gold Canyon - Tom Waits com a cercador d'or | The Gal Who Got Rattled - Zoe Kazan com a Alice Longabaugh - Bill Heck com a Billy Knapp - Grainger Hines com a Mr. Arthur - Jefferson Mays com a Gilbert The Mortal Remains - Tyne Daly com a Mrs. Betjamin - Brendan Gleeson com a Clarence - Jonjo O'Neill com a Thigpen - Saul Rubinek com a René - Chelcie Ross com a caçador |